# Artashumara
Artashumara (fl. XIV secolo a.C.) è stato un sovrano del regno di Mitanni collocabile nel XIV secolo a.C..

## Biografia
Figlio di Shuttarna II regnò probabilmente per breve tempo, in quanto cadde vittima di una congiura ordita da un tale UD-hi (Huti). Su quali fossero gli scopi esatti della congiura non possediamo informazioni ma sappiamo che UD-hi pose sul trono Thushratta, un altro figlio di Shuttarna.

È possibile che il nuovo re fosse in realtà solamente un fanciullo usato come copertura, ma questa è solamente un'ipotesi, come anche ipotetico è il coinvolgimento della corte egizia di Amenhotep III, di cui Mitanni era alleata, nel complotto.